# СМАРТ-1

СМАРТ-1 (SMART-1) је био вештачки сателит Европске свемирске агенције који је кружио око Месеца. Лансиран је 27. септембра 2003. са космодорма у Куруу. СМАРТ је скраћеница за Small Missions for Advanced Research in Technology. 3. септембра 2006. СМАРТ-1 је намерно срушен на површину Месеца, окончавши тако своју мисију.

## Опис мисије
СМАРТ-1 је био први покушај ЕСА у испитивању нових напредних истраживања у технологији. Тек други пут је коришћен јонски мотор (први пут 1998. године од стране НАСА-е).
СМАРТ 1 у потрази за водом или ледом на Месецу.
Од дана када је лансиран СМАРТ 1 је путовао 14 месеци да би доспео до Месечеве орбите. Након тога 2 месеца је кружио око Земљиног сателита и слао слике у базу у немачком граду Дармштадт.
2003. године ова летелица је послата са ракетом Аријана 5 (такође пројектом ЕСА-е) као демонстратор нових технологија.
Постао је прва европска свемирска научна мисија.

## Димензије
СМАРТ 1 је летелица један метар ширине. Маса летелице избачене у свемир је била 367 килограма, а 287 килограма без погона. Користио је ксенон као погон тј. 80 килограма и запремине од 60 литара. Потискивачи су користили електростатичко поље да јонизују ксенон и доста га убрза.
Погон летелице је био снаге од 1190 W (вата) од Сунца довољних за покретање потискивача. Убрзање летелице је било 0,7 m/s у једном часу.

## Мисија
Мисија летелице је била судар у посебној области на Месецу познатој као Језеро извесности.
За време кружења око Месеца, СМАРТ 1 је фотографисао Месечеву површину уз помоћ специјалних Икс и инфрацрвених зрака узимајући слике из различитих углова.
Направљене су мапе минерала на Месецу и научници траже елементе као што су: алуминијум, силицијум, магнезијум, калцијум, гвожђе.
У суботу 2. септембра, летелица се спушта на висину од 600 метара.

## Инструменти
- ЕПДП - Бележи рад јонског мотора и његовог утицаја на летелицу
- КаТЕ - Тестира нове начине комуникације између Земље и Месеца
- АМИЕ - Тестира минијатурну камеру и слика слике у боји
- СИР - Тражи лед и прави мапу минерала Месеца
- Д-ЦИХС - Истражује композицију и састав Месеца

## Судар
У недељу, 3. септембра у 07:42:22 по средње европском времену, како је и планирано, ЕСА-ина (Европска свемирска агенција) летелица је ударила у Месец. Географске координате пада на Месец како извештава ЕСА су 46.2 степена западно и 34.4 степена јужно.
Брзином од 7200 km/h или 2 km/s. Стручњаци ЕСА-е према речима Бернарда Фоеа предвиђају да ће удар изазвати кратер пречника три до десет метара.
СМАРТ 1 је открио и присуство магнезијума и калцијума на Месецу.

## Будућност
Предвиђа се коришћење и унапређивање тренутних технологија на новим мисијама ЕСА-е ка Меркуру и другим дестинацијама Сунчевог система.